# Ластівка азійська
Ластівка азійська (Delichon dasypus) — вид перелітних горобцеподібних птахів родини ластівкових (Hirundinidae).
Дорослі птахи 12 см завдовжки, темного металево-блакитного кольору зверху, з білим хрестцем та нижніми частинами тіла. Від звичайної міської ластівки відрізняється сірим горлом та сіруватими нижніми частинами крил. Молоді птахи тьмяніші, з сірими ніжніми частинами тіла. Типовий заклик — свистячий щебет, спів — швидке «за-за-за».
Гніздиться на скелях невеликими колоніями, гнізда утворює під скельним навісом. Часто гніздиться на великих будівлях, зокрема храмах та мостах. Гніздо має вигляд глибокого конуса з перемішаної зі слиною землею, вистилане травою та пір'ям. Відкладає 3-4 яйця, за шлюбний період встигає зробити дві кладки. Гніздо будують як самки, так і самці, обидва також висиджують яйця та доглядають за пташенятами.
Харчується цей птах комахами, яких ловить в повітрі.